# 山田昭博
山田 昭博（やまだ あきひろ）は、日本の生体医工学者。公立小松大学大学院サステイナブルシステム科学研究科・保健医療学部臨床工学科准教授。博士（医工学）（東北大学）。日本人工臓器学会評議員。日本生体医工学会国際委員会幹事。
主な専門は、医用工学(ME)・生体工学、再生医療・組織工学（特に人工臓器）、レギュラトリーサイエンス。

## 略歴
2010年大阪工業大学工学部生体医工学科（現：生命工学科） 卒業。2012年東北大学大学院医工学研究科医工学専攻博士前期課程修了。2015年同大学院医工学研究科医工学専攻博士後期課程修了、博士（医工学）（東北大学）。日本学術振興会特別研究員(PD)、東北大学加齢医学研究所助教などを経て、2023年公立小松大学大学院サステイナブルシステム科学研究科・保健医療学部臨床工学科准教授。
主な所属学会は、日本生体医工学会、日本人工臓器学会、ライフサポート学会、日本シミュレーション学会、IEEE Engineering in Medicine and Biology Society(EMBS)。

## 主な研究
- 医工学的開発技術に基づく先天性心疾患の血行動態解明と人工臓器開発
- 人工心肺用ローラポンプ圧閉度可視化システムの精度評価[2]
- 磁気結合式完全埋込型拍動ポンプの経皮的駆動による血行動態評価
- SARS-CoV-2感染症における咳嗽予測システム並びに感染防止システムの発明[3]
- 生体内組織の局所温度制御による新しい血圧コントロールの医工学的基礎検討